# Meibomia tastensis
Meibomia tastensis là một loài thực vật có hoa trong họ Đậu. Loài này được (Brandegee) Schindl. mô tả khoa học đầu tiên năm 1926.